# 朝倉ふゆな
朝倉 ふゆな（あさくら ふゆな、1999年2月19日 - ）は、日本の女優。神奈川県出身。イトーカンパニー所属。妹は声優の近貞月乃。

## 略歴
2011年頃までアイビィーカンパニーに所属し、近貞冬奈（ちかさだ ふゆな）として活動。2012年イトーカンパニーグループ特別オーディションにて合格。名前を朝倉ふゆなに変え、同事務所に所属。

## 人物
- 特技は、ダンス（ジャズ・タップ・バレエ）、早口言葉[1]。
- 趣味は、歌うこと、読書、舞台鑑賞、ピアノ[1]。
- 好きな音楽は、ゆず、ミュージカル音楽[3]。
- 好きなブランドは、レトロガール、SUPERHAKKA、ローリーズファーム[3]。
- 一番好きな料理はイタリア料理[4]。
- 好きな食べ物は梨と茄子[5]。

## 出演

### 舞台・ミュージカル
- 丸美屋食品ミュージカル「アニー」
  - （2008年） - ケイト 役[6]
  - （2011年） - 主演・アニー 役[7]
- 劇団14歳「サクラにままごと」（2013年5月2日 - 6日、シアターグリーン BASE THEATER）[8]
- テイルズ オブ ザ ステージ - ナタリア・ルツ・キムラスカ・ランバルディア 役
  - -ローレライの力を継ぐ者- LIVE&THEATER at 横浜アリーナ（2018年6月15日、横浜アリーナ）[9]
  - -ローレライの力を継ぐ者- EMOTIONAL ACT（2018年8月22日 - 26日、Zepp DiverCity TOKYO / 9月8日・9日、Zepp なんば大阪）
- BLACK BIRD（2019年3月27日 - 31日、博品館劇場） - ヒロイン・原田実沙緒 役
- ミュージカル「少女革命ウテナ〜深く綻ぶ黒薔薇の〜」（2019年6月29日 - 7月7日、シアターGロッソ） - 高槻枝織 役
- フラガール -dance for smile-
  - 2019年版（10月18日 - 27日、日本青年館ホール / 11月2日 - 4日サンケイホールブリーゼ）[10]
  - 2021年版（4月3日 - 12日、Bunkamuraシアターコクーン）[11]
  - 2022年版（5月14日 - 23日、新国立劇場中劇場）[12]
- 家庭教師ヒットマンREBORN! the STAGE - クローム髑髏 役
  - -vs VARIA part II-（2020年1月6日 - 13日、天王洲 銀河劇場 / 1月17日 - 19日、梅田芸術劇場 シアター・ドラマシティ）[13]
  - -episode of FUTURE- 前編（2021年7月16日 - 22日、天王洲 銀河劇場 / 8月6日 - 8日、サンケイホールブリーゼ）[14]
  - -episode of FUTURE- 後編（2021年7月28日 - 8月1日、天王洲 銀河劇場）
- 時空警察SIG-RAIDER シグレイダー 〜刻醒（エヴェイユ）〜（2020年2月29日 - 3月8日、シアターブラッツ） - 主演・時空刑事ジウ 役
- ミュージカル「地縛少年花子くん-The Musical-」（2021年1月22日 - 24日、COOL JAPAN PARK OSAKA TTホール / 1月28日 - 31日、シアターGロッソ） - 赤根葵 役
- ソードアート・オンライン -DIVE TO STAGE-（2022年11月8日 - 13日、東京国際フォーラム ホールC） - リズベット 役
- ナイスコンプレックス N33「ゲズントハイト〜お元気で〜」（2023年3月16日 - 21日、あうるすぽっと）[15]
- 舞台「スパイ教室」（2024年1月20日 - 28日、博品館劇場） - グレーテ 役[16]
- 胸キュン朗読劇「Sweet Love Theater」（2024年10月30日 - 11月3日、浅草花劇場）[17]
- C2機関「艦これ」舞台2025 【突入！礼号作戦1944】presented by avex live creative inc.（2025年2月22日 - 3月2日、品川プリンスホテル クラブeX） - 伊勢改ニ 役[18]
- 舞台「アサルトリリィ」
  - イルマ女子美術高校編 -The Gleam of Dawn-（2023年4月13日 - 19日、かめありリリオホール） - 諸井佐保 役[19]
  - 新章 サングリーズル編『花々の黄昏』 / 大島近海ネスト調査隊編『玲瓏たる深潭』（2024年5月17日 - 22日、かめありリリオホール） - 楓・J・ヌーベル 役[20]
  - イルマ女子美術高校 -The Bond with the White Rose-（2024年12月5日 - 15日、こくみん共済 coopホール／スペース・ゼロ） - 諸井佐保 役[21]
  - シュツルム 〜サングリーズル編〜（2025年4月25日 - 30日、かめありリリオホール） - 楓・J・ヌーベル 役[22]
- キューピット・パラサイト The Stage（2025年7月、ラゾーナ川崎プラザソル） - クラリス・ティア 役[23]
- 舞台「賭ケグルイ」（2025年9月5日 - 14日〈予定〉、シアターH） - 西洞院百合子 役[24]

### 映画
- 短編映画 葬式の朝（2013年） - 未来 役[25]
- 田園の小さな恋（2013年11月、近藤勇一監督） - 主演[26]
- 眠り姫 Dream On Dreamer（2014年5月31日、上野コオイチ監督） - 神宮寺絢芽（中学生） 役[27]
- ゆめはるか（2014年12月13日、五藤利弘監督） - 未来 役[28]
- くちびるに歌を（2015年2月28日、三木孝浩監督） - 横峰カオル 役（合唱部メンバー）[29]
- ガールズ・ステップ（2015年9月12日、川村泰祐監督） - クラスメイト 役[30]
- 人狼ゲーム デスゲームの運営人（2020年11月13日、川上亮監督） - 佐竹澪 役[31]
- 仕掛人・藤枝梅安 第一作（2023年2月3日） - 女中・お美代 役[32]

### オリジナルビデオ
- 爆竜戦隊アバレンジャー 20th 許されざるアバレ（2023年9月1日、木村ひさし監督） - 秋谷葉月 役[33]

### テレビドラマ
- わたしが子どもだったころ 〜山村レイコ編〜（2009年7月1日、NHK BS hi） - 友人 役
- 連続テレビ小説「ゲゲゲの女房」（2010年、NHK） - 上級生 役
- プレミアムドラマ 「どくとるマンボウ ユーモア闘病記 〜作家・北杜夫とその家族〜」（2013年3月、NHK BSプレミアム） - 娘（中学生） 役
- チア☆ドル（2015年10月 - 12月、ABCテレビ） - 行広加奈恵 役[34]
- 鼠、江戸を疾る2 第5話（2016年5月12日、NHK） - イネ 役
- ほぼ日の怪談 怪・その六(第三夜) 本の匂いを嗅ぐ（2020年9月9日、テレビ神奈川） - あかり 役
- 相棒season21 第15話（2023年2月1日、テレビ朝日） - ノエル（大塚）美智子（24歳時） 役[35]
- バツイチがモテるなんて聞いてません（2023年2月24日 - 、毎日放送） - 芹沢玲奈 役[36]

### テレビ番組
- BSななみDEどーも（2010年4月 - 2011年3月、NHK BS2）
- 友 〜旅立ちの時〜（2013年5月、NHK） - ナレーション
- 横浜ミストリー（YOUテレビ）
  - Girl be アンビシャス！洗足学園誕生物語（2016年11月）
  - 吉田新田（2017年11月 / 再放送：2025年3月）
  - 横浜とユリ〜世界を彩った大輪の花〜（2018年5月 / 再放送：2025年5月）
  - 川崎･鶴見にやってきたウチナーンチュ〜小さな沖縄がある町〜（2018年11月 / 再放送：2022年5月）
  - パリで活躍した名庭師　〜歴史に埋もれた、足跡を追って〜（2019年9月）

### ウェブアニメ
- 大学生ズの恋。（2022年3月5日 - 、YouTube） - 麗子 役[37]

### CM・広告
- タカラトミー ほっぺちゃん[38][39]
- mineo紹介動画「おまじない編」[40]（2014年10月、ケイ・オプティコム）
- カルピス カルピスウォーター「登場編」「青春と花火編」（2016年）[41] - 永野芽郁の友達 役

### 書籍
- De☆View（2012年12月、オリコン・エンタテインメント）